# Justus Liebigs Annalen der Chemie
Justus Liebigs Annalen der Chemie, переважно відомий як Liebigs Annalen (абревіатура в старих цитатах: Ann. або Liebigs Ann., з 1979 року в цитатах: Liebigs Ann. Chem., укр. Аннали хімії Юстуса Лібіха) — один з найвпливовіших у минулому наукових журналів у галузі хімії в усьому світі.

## Історія
Відомі вчені Юстус фон Лібіх, Філіп Лоренц Гейгер і Рудольф Брандес у 1832 році заснували журнал Annalen der Pharmacie для актуального обміну сучасними знаннями. Фармацевт Гейгер мав відповідний видавничий досвід з 1824 року зі своїм «Magazin für Pharmacie und die dahin einschlagenden Wissenschaften». Тому перший журнал містив такі додатки:
- Magazin für Pharmacie und Experimentalkritik (1832 bis 1850, Edit. P. L. Geiger)
- Archiv des Apothekervereins im nördlichen Teutschland (1832 bis 1834, Edit. R. Brandes)

Через короткий час архів поповнив Брандес такими додатками:
- Neues Journal der Pharmacie für Aerzte, Apotheker und Chemiker (1834 bis 1850, Edit. J. B. Trommsdorff)

Том 11 за 1834 рік містив усі три додатки. Потім Брандес залишив редакційну команду, а фармацевт Троммсдорф взяв на себе редакційний нагляд за новим додатком. У 1836 році фармацевт Гейгер несподівано помер у молодому віці, і Лібіх замінив його в редакції до 1838 року своїм другом Емануелем Мерком. Фармацевт Троммсдорф також помер у 1837 році.
У 1838 році Лібіх заповнив редакційний штат на кілька років двома іноземними хіміками Дюма і Гремом і хіміком Фрідріхом Велером, який був його близьким другом. З 1840 року журнал називався Annalen der Chemie und Pharmacie .
Десять років по тому фармацевтичні додатки були виділені і для журналу була введена додаткова нумерація («Neue Reihe»), яка, однак, не була прийнята до номеру 95. У 1868 році, коли були представлені конкуруючі Berichte der Deutschen Chemischen Gesellschaft, «пани Лібіх і Велер» були серед почесних членів цього товариства.
Після смерті Лібіха в 1873 році журнал був перейменований на його честь на «Justus Liebig's Annalen der Chemie und Pharmacie», а через рік він був скорочений на «Justus Liebig's Annalen der Chemie». Понад століття ця назва означала винятково високу якість німецькомовних публікацій, особливо з органічної хімії.
У 1997 році журнал вперше був об'єднаний з голландським Recueil des Travaux Chimiques des Pays-Bas (перша публікація: 1882) для створення Liebigs Annalen/Recueil, а в 1998 році з іншими європейськими національними журналами органічної хімії для створення European Journal of Organic Chemistry.

## Історія назв журналу
- Annalen der Pharmacie, 1832–1839
- Annalen der Chemie und Pharmacie, 1840–1873 (ISSN 0075-4617, CODEN JLACBF)
- Justus Liebig's Annalen der Chemie und Pharmacie, 1873–1874 (ISSN 0075-4617, CODEN JLACBF)

- Justus Liebig’s Annalen der Chemie, 1874–1944 & 1947–1978 (ISSN 0075-4617, CODEN JLACBF)
- Liebigs Annalen der Chemie, 1979–1994 (ISSN 0170-2041, CODEN LACHDL)

- Liebigs Annalen, 1995–1996 (ISSN 0947-3440, CODEN LANAEM)
- Liebigs Annalen/Recueil, 1997 (ISSN 0947-3440, CODEN LIARFV)
- European Journal of Organic Chemistry, 1998 (Print ISSN 1434-193X; eISSN 1099-0690, CODEN EJOCFK)